# Prebitzmühle
Prebitzmühle (oberfränkisch: Prewatzaml) ist ein Gemeindeteil der Gemeinde Prebitz im Landkreis Bayreuth (Oberfranken, Bayern). Prebitzmühle liegt in der Gemarkung Prebitz.

## Lage
Die Einöde liegt am Bieberswöhrbach, dem linken Oberlauf der Ölschnitz, und am Fatschbach, der unmittelbar südlich als rechter Zufluss in den Bieberswöhrbach mündet. Ein Anliegerweg führt 250 Meter nordöstlich zur Kreisstraße BT 20.

## Geschichte
Der Ort wurde nach 1495 als „Bredwicz muel“ erstmals urkundlich erwähnt. Dem Ortsnamen liegt der slawische Personenname Prěda zugrunde. In der Fraisch unterstand der Ort dem brandenburg-bayreuthischen Kasten- und Stadtvogteiamt Creußen. Von 1791/92 bis 1810 unterstand Prebitzmühle dem preußische Justiz- und Kammeramt Pegnitz.
Mit dem Gemeindeedikt (frühes 19. Jahrhundert) wurde Prebitzmühle dem Steuerdistrikt Losau und der Ruralgemeinde Prebitz zugewiesen.